# Lolme (Dordogne)
Lolme település Franciaországban, Dordogne megyében. Lakosainak száma 191 fő (2022. január 1.). Lolme Saint-Romain-de-Monpazier, Lavalade, Marsalès, Rampieux és Sainte-Croix községekkel határos.

## Népesség
A település népességének változása:
| Lakosok száma | 104  | 110  | 105  | 146  | 212  | 199  | 197  | 193  | 191  | 191  |
|               | 1968 | 1982 | 1990 | 2006 | 2013 | 2015 | 2017 | 2019 | 2020 | 2022 |